# Phyllis Hyman

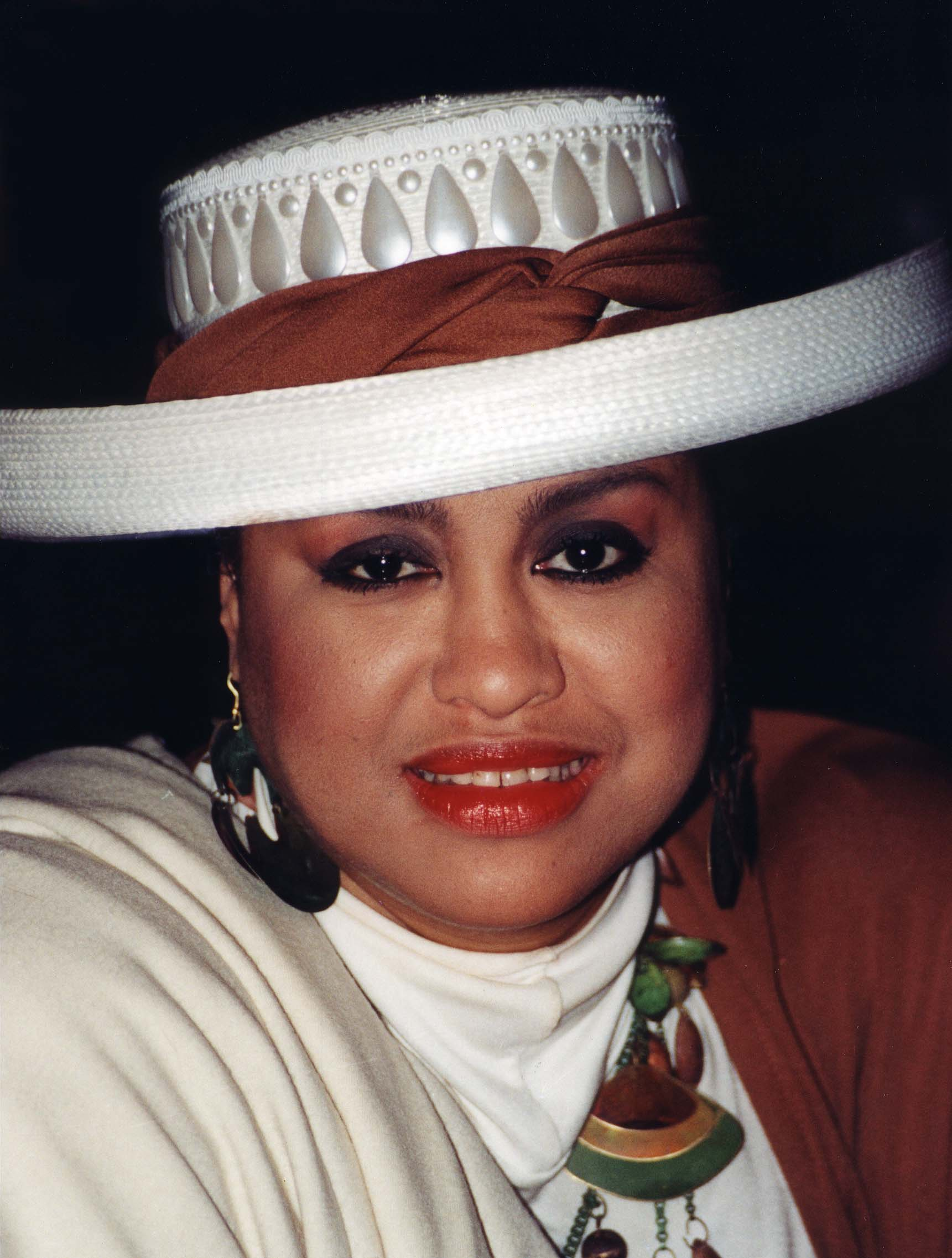
Phylis Hyman (1994)

Phyllis Hyman (* 6. Juli 1949 in Philadelphia, Pennsylvania als Phyllis Linda Hyman; † 30. Juni 1995 in New York, NY) war eine US-amerikanische R&B- und Jazz-Sängerin. Nach ihrem Debüt im Jahre 1976 war sie fast 20 Jahre in den R&B-Charts der USA vertreten; ein großer Durchbruch oder Sprung in die Pop-Hitlisten gelang ihr nicht. Don’t Wanna Change the World platzierte sich 1991 auf Platz 1 der R&B-Charts.

## Leben und Wirken
Phyllis Hyman kam als ältestes von sieben Kindern in Philadelphia auf die Welt; sie war eine Cousine dritten Grades des Schauspielers Earle Hyman. Ihre Jugend verbrachte sie in Pittsburgh. Ihre ersten musikalischen Erfahrungen sammelte sie in ihrer High-School- und Collegezeit, in der sie sich darauf vorbereitete, Rechtsanwaltsgehilfin zu werden. Ihre professionelle Musikerlaufbahn begann im Jahre 1971 mit der Coverband „New Direction“. Engagements in diversen anderen Gruppen wie „The Hondo Beat“ schlossen sich an; dann gründete sie ihre eigene Band „Phyllis Hyman Factor“. Außerdem arbeitete sie als Fotomodell und hatte einen Cameoauftritt im Film Lenny (Bob Fosse, 1974).
Hyman nahm in ihrer Karriere hauptsächlich Platten für die Labels Buddah, Arista und Philadelphia auf. Daneben entstanden eine ganze Reihe von Aufnahmen für diverse kleine Labels, oftmals in Kooperation mit anderen Musikern. Ihre erste Single Leavin’ the Good Life Behind nahm Hyman 1975 für Private Stock auf. Der renommierte Disco-Produzent Tom Moulton mixte diese Aufnahme, die allerdings nicht den erhofften Erfolg brachte. Ein Jahr später engagierte der Jazzmusiker Norman Connors Hyman für seine LP You Are My Starship, die gleich zwei Aufnahmen enthielt, bei der die Sängerin die Leadstimme sang. Beide Aufnahmen wurden auch als Single veröffentlicht und bescherten Hyman gleich zwei Hits in den R&B-Charts: We Both Need Each Other, ein Duett mit Michael Henderson, sowie Betcha by Golly Wow, ein Cover des Connie-Stevens-Liedes aus dem Jahr 1970, mit dem die Band The Stylistics 1972 einen Hit hatte.
Ihre erste Solosingle in den R&B-Charts platzierte sie mit Baby (I’m Gonna Love You) (1976, Platz 76). Diese Aufnahme erschien bei dem kleinen Label Desert Moon – wenig später wechselte sie zu Buddah, das damals mit Künstlerinnen wie Gladys Knight & the Pips, Barbara Mason oder Melba Moore sehr gut auf dem Soulmarkt vertreten war. Hier erschien 1977 die erste LP Phyllis Hyman zu der unter anderem Thom Bell die epische Ballade Loving You – Losing You beisteuerte, die ebenfalls ein kleiner Hit in den R&B-Charts (Platz 32) war. 1978 verpflichtete der Jazzmusiker Pharoah Sanders Hyman für seine LP Love Will Find a Way. Sie sang die Leadstimme der dem Smooth Jazz verhafteten Songs Love Is Here und As You Are.
Am 28. März 1979 heiratete sie Larry Alexander, ihren damaligen Manager und Bruder des Jazz-Pianisten Monty Alexander. Im gleichen Jahr nahm Arista-Chef Clive Davis die Sängerin unter Vertrag. Das Album Somewhere in My Lifetime enthielt mit dem Titelsong eine Barry-Manilow-Produktion, der in den R&B-Charts auf Platz 12 kam. Im folgenden Jahr erschien die aufwendig produzierte LP You Know How to Love Me, deren Titelsong ein großer Erfolg in den amerikanischen Diskotheken war und später unter anderem von Lisa Stansfield gecovert wurde. 1981 feierte Hyman mit Can’t We Fall in Love Again ihren ersten Top-10-Erfolg (das Duett mit Michael Henderson erreichte Platz 9 in den R&B-Charts). Außerdem gab sie in der Duke Ellington-Revue Sophisticated Ladies ihr Debüt am New Yorker Broadway. Für ihre Leistung wurde sie unter anderem für einen Tony Award nominiert sowie mit einem Theatre World Award ausgezeichnet.
1982 posierte Hyman freizügig im Männermagazin Oui. Zwei Fotos aus dieser Session wurden wenig später auch im Jet-Magazin, das sich an afroamerikanische Leser richtet, veröffentlicht.
Im darauffolgenden Jahr nahm Hyman den von Stephen Forsyth und Jim Ryan geschriebenen Song Never Say Never Again für den gleichnamigen James-Bond-Film auf. Der Produzent des Films Jack Schwartzman hatte allerdings den Franzosen Michel Legrand zur Erstellung des Soundtracks verpflichtet, dessen Komposition mit Text der Eheleute Bergman – die schon vorher zusammen mit Legrand mit The Windmills of Your Mind einen Welthit schufen – vorgetragen von Lani Hall zum "Bond-Song" in seinem jazzorientierten Score wurde. Hymans Aufnahme verschwand in den Archiven und erst 2008, dreizehn Jahre nach dem Tod von Hyman veröffentlicht.
Mit dem wenig beachteten Album Goddess of Love, dessen Titel in späteren Jahren gerne als Spitzname für die Sängerin fungierte, endete Hymans Zusammenarbeit mit dem Label Arista. Clive Davis hatte das Interesse an ihr weitgehend verloren, da er mit Whitney Houston eine neue, junge und erfolgversprechendere Sängerin entdeckt hatte. Nach einer Pause unterzeichnete Hyman bei dem Label Philadelphia, das in den 1970er Jahren den Philly Soul geprägt hatte. Die Singles Old Friend (1986, R&B Platz 12) sowie Living All Alone (1987, R&B Platz 14) verkauften sich erfolgreich. Das dazugehörige Album Living All Alone wurde unter anderem von Kenneth Gamble, Leon Huff und Thom Bell verantwortet – essentielle Musiker und Songschreiber des Philly Souls. Drogen- und Gewichtsprobleme sowie extreme Stimmungsschwankungen setzten Hyman in den folgenden Jahren privat zu. Dennoch trat sie weiterhin live auf, nahm aber auch Rollen als Schauspielerin an. In dem Actionfilm The Kill Reflex (1989) war sie an der Seite von Maud Adams und Fred Williamson zu sehen. Barry Manilow wiederum lud sie als Gaststar in sein Fernsehspezial Barry Manilow: Big Fun on Swing Street (1987) ein. Für die Single Sacred Kind of Love (1990, R&B Platz 21) arbeitete sie mit Grover Washington, Jr. zusammen. 1991 folgte ihr Nummer-eins-Hit Don’t Wanna Change the World, dem sich zwei weitere Top-10-Erfolge anschlossen (Living in Confusion, When You Get Right Down to It). Im folgenden Jahr wählten die Leser des britischen Fachmagazins Blues & Soul sie zur Sängerin des Jahres – vor Anita Baker, Whitney Houston oder Aretha Franklin.
Persönliche Probleme sowie mehrere Todesfälle in ihrer Familie und ihrem Freundeskreis setzten der Künstlerin in den folgenden Jahren erneut schwer zu. Dennoch gab sie weiterhin regelmäßig Konzerte. Am 30. Juni 1995 setzte Hyman ihrem Leben mit Schlaftabletten ein Ende. Am gleichen Tag war ursprünglich noch ein gemeinsames Konzert mit der Soulgruppe The Whispers im New Yorker Apollo Theater angesetzt gewesen. The Whispers traten Hyman zu Ehren trotzdem auf und widmeten ihr später auch das Musical Thank God! The Beat Goes On (1996), in dem Hyman von der R&B-Sängerin Alyson Williams dargestellt wurde.

### Weitere Wirkung
Das Album I Refuse to Be Lonely mit dem gleichnamigen letzten Hyman-Hit in den R&B-Charts (Platz 59) erschien postum Ende 1995. In den folgenden Jahren wurden zahlreiche weitere Alben mit ihren Erfolgen, aber auch mit unveröffentlichten Aufnahmen veröffentlicht. 2008 war Hyman Thema der Doku-Reihe Unsung auf dem afro-amerikanischen TV-Sender TV One. Diese Reihe widmet sich R&B-Stars, die weniger Aufmerksamkeit als andere erhielten. Im gleichen Jahr erschien außerdem die Biografie Strength of a Woman: The Phyllis Hyman Story von Jason A. Michael. Sowohl das Buch als auch die Dokumentation gehen ausführlich auf ihre persönlichen Probleme, insbesondere auf ihre Depressionen und Stimmungsschwankungen als Folge einer bipolaren Störung ein.

## Diskografie

### Studioalben
| Jahr | Titel Musiklabel Katalog-Nr.                              | Höchstplatzierung, Gesamtwochen, AuszeichnungChartplatzierungen (Jahr, Titel, Musiklabel Katalog-Nr., Platzierungen, Wochen, Auszeichnungen, Anmerkungen) | Höchstplatzierung, Gesamtwochen, AuszeichnungChartplatzierungen (Jahr, Titel, Musiklabel Katalog-Nr., Platzierungen, Wochen, Auszeichnungen, Anmerkungen) | Höchstplatzierung, Gesamtwochen, AuszeichnungChartplatzierungen (Jahr, Titel, Musiklabel Katalog-Nr., Platzierungen, Wochen, Auszeichnungen, Anmerkungen) | Anmerkungen |
| Jahr | Titel Musiklabel Katalog-Nr.                              | UK | US | R&B | Anmerkungen |
| ---- | --------------------------------------------------------- | --- | --- | --- | --- |
| 1977 | Phyllis Hyman (UK, US) / Interpretations (DE) Buddah 5681 | — | US107 (14 Wo.)US | R&B49 (7 Wo.)R&B | Erstveröffentlichung: 2. April 1977 Produzenten: Larry Alexander, Sandy Torano, Jerry Peters, John Davis                                                  |
| 1979 | Somewhere in My Lifetime Arista 4202                      | — | US70 (17 Wo.)US | R&B15 (19 Wo.)R&B | Erstveröffentlichung: 10. Januar 1979 Produzenten: Barry Manilow, Ron Dante, Larry Alexander, Skip Scarborough                                            |
| 1979 | You Know How to Love Me Arista 9509                       | — | US50 (21 Wo.)US | R&B10 (26 Wo.)R&B | Erstveröffentlichung: 23. Oktober 1979 Produzenten: James Mtume, Reggie Lucas                                                                             |
| 1981 | Can’t We Fall in Love Again Arista 9544                   | — | US57 (13 Wo.)US | R&B11 (24 Wo.)R&B | Erstveröffentlichung: 12. Juni 1981 Produzenten: Norman Connors, Chuck Jackson, Maxine Brown                                                              |
| 1983 | Goddess of Love Arista 8021                               | — | US112 (12 Wo.)US | R&B20 (16 Wo.)R&B | Erstveröffentlichung: 9. Mai 1983 Produzenten: Narada Michael Walden, Thom Bell                                                                           |
| 1986 | Living All Alone Philadelphia I. 53029                    | UK97 (1 Wo.)UK | US78 (41 Wo.)US | R&B11 (63 Wo.)R&B | Erstveröffentlichung: 15. August 1986 Produzenten: Kenny Gamble, Nick Martinelli, Casey James, Dexter Wansel, Reggie Griffin, Phyllis Hyman, Terry Burrus |
| 1991 | Prime of My Life Philadelphia I. 11006                    | — | US117 (12 Wo.)US | R&B10 (49 Wo.)R&B | Erstveröffentlichung: 11. Juni 1991 Produzenten: Kenny Gamle, Nick Martinelli, Marti Sharron, Gene McDaniels                                              |
| 1995 | I Refuse to Be Lonely Philadelphia I. 11040               | — | US67 (9 Wo.)US | R&B12 (24 Wo.)R&B | Erstveröffentlichung: 21. November 1995 Produzenten: Nick Martinelli, Kenny Gamble, Leon Huff                                                             |
| 1998 | Forever with You Philadelphia I. 30902                    | — | — | R&B66 (7 Wo.)R&B | Erstveröffentlichung: 28. Juli 1998 Executive Producer: Kenny Gamble, Leon Huff                                                                           |

Weitere Studioalben
- 1978: Sing a Song (Buddah 5711)

### Kompilationen
| Jahr | Titel Musiklabel Katalog-Nr.                                            | Höchstplatzierung, Gesamtwochen, AuszeichnungChartplatzierungen (Jahr, Titel, Musiklabel Katalog-Nr., Platzierungen, Wochen, Auszeichnungen, Anmerkungen) | Höchstplatzierung, Gesamtwochen, AuszeichnungChartplatzierungen (Jahr, Titel, Musiklabel Katalog-Nr., Platzierungen, Wochen, Auszeichnungen, Anmerkungen) | Höchstplatzierung, Gesamtwochen, AuszeichnungChartplatzierungen (Jahr, Titel, Musiklabel Katalog-Nr., Platzierungen, Wochen, Auszeichnungen, Anmerkungen) | Anmerkungen                         |
| Jahr | Titel Musiklabel Katalog-Nr.                                            | UK | US | R&B | Anmerkungen                         |
| ---- | ----------------------------------------------------------------------- | --- | --- | --- | ----------------------------------- |
| 1996 | Loving You, Losing You: The Classic Balladry of Phyllis Hyman RCA 66838 | — | — | R&B47 (5 Wo.)R&B | Erstveröffentlichung: März 1996     |
| 1996 | The Legacy of Phyllis Hyman Arista 18938                                | — | — | R&B78 (1 Wo.)R&B | Erstveröffentlichung: November 1996 |

Weitere Kompilationen
- 1986: The Best of Phyllis Hyman
- 1989: Under Her Spell: Greatest Hits
- 1990: The Best of Phyllis Hyman: The Buddah Years
- 1991: It Takes Style
- 1998: One on One
- 1998: Remembered Featuring the Committee
- 1998: Sweet Music
- 1999: Master Hits
- 1999: Phylladelphia: The Gamble-Huff Years
- 2000: It’s About Me
- 2003: In Between the Heartaches: The Soul of a Diva
- 2004: Platinum & Gold Collection
- 2004: Ultimate Phyllis Hyman
- 2004: The Essence of Phyllis Hyman
- 2006: Love Songs

### Singles
| Jahr | Titel Album                                           | Höchstplatzierung, Gesamtwochen, AuszeichnungChartplatzierungen (Jahr, Titel, Album, Platzierungen, Wochen, Auszeichnungen, Anmerkungen) | Höchstplatzierung, Gesamtwochen, AuszeichnungChartplatzierungen (Jahr, Titel, Album, Platzierungen, Wochen, Auszeichnungen, Anmerkungen) | Höchstplatzierung, Gesamtwochen, AuszeichnungChartplatzierungen (Jahr, Titel, Album, Platzierungen, Wochen, Auszeichnungen, Anmerkungen) | Höchstplatzierung, Gesamtwochen, AuszeichnungChartplatzierungen (Jahr, Titel, Album, Platzierungen, Wochen, Auszeichnungen, Anmerkungen) | Anmerkungen | [↑]: gemeinsam behandelt mit vorhergehendem Eintrag; [←]: in beiden Charts platziert |
| Jahr | Titel Album                                           | UK | US | R&B | Dance | Anmerkungen |                                                                                      |
| ---- | ----------------------------------------------------- | --- | --- | --- | --- | --- | ------------------------------------------------------------------------------------ |
| 1976 | Baby (I’m Gonna Love You) –                           | — | — | R&B76 (6 Wo.)R&B | — | Erstveröffentlichung: Juni 1976 Autor: Larry Alexander |                                                                                      |
| 1977 | Betcha by Golly Wow You Are My Starship               | — | — | R&B29 (9 Wo.)R&B | — | Erstveröffentlichung: Januar 1977 Norman Connors feat. Phyllis Hyman Autoren: Thom Bell, Linda Creed Original: Connie Stevens – Keep Growing Strong, 1970 |                                                                                      |
| 1977 | Loving You – Losing You Phyllis Hyman                 | — | — | R&B32 (12 Wo.)R&B | Dance36 (4 Wo.)Dance | Erstveröffentlichung: März 1977 Autor: Thom Bell |                                                                                      |
| 1977 | No One Can Love You More Phyllis Hyman                | — | — | R&B58 (10 Wo.)R&B | — | Erstveröffentlichung: Juli 1977 Autor: Skip Scarborough                                                                                                   |                                                                                      |
| 1978 | Somewhere in My Lifetime                              | — | — | R&B12 (16 Wo.)R&B | — | Erstveröffentlichung: Dezember 1978 Autor: Jesus Alvarez                                                                                                  |                                                                                      |
| 1979 | Kiss You All Over Somewhere in My Lifetime            | — | — | — | Dance75 a (4 Wo.)Dance | Erstveröffentlichung: April 1978 Autoren: Mike Chapman, Nicky Chinn Original: Exile, 1978                                                                 |                                                                                      |
| 1979 | So Strange Somewhere in My Lifetime                   | — | — | —[Dance: ↑] | Dance75 a (4 Wo.)Dance | Erstveröffentlichung: Mai 1979 Autoren: Bill Greene, Theodore Life                                                                                        |                                                                                      |
| 1979 | You Know How to Love Me                               | UK47 (6 Wo.)UK | — | R&B12 (21 Wo.)R&B | Dance6 (21 Wo.)Dance | Erstveröffentlichung: Oktober 1979 Autoren: James Mtume, Reggie Lucas                                                                                     |                                                                                      |
| 1980 | Under Your Spell You Know How to Love Me              | — | — | R&B37 (11 Wo.)R&B | — | Erstveröffentlichung: Februar 1980 Autoren: James Mtume, Reggie Lucas                                                                                     |                                                                                      |
| 1981 | Can’t We Fall in Love Again                           | — | — | R&B9 (15 Wo.)R&B | — | Erstveröffentlichung: Juni 1981 mit Michael Henderson Autoren: John Lewis Parker, Peter Iver                                                              |                                                                                      |
| 1981 | You Sure Look Good to Me Can’t We Fall in Love Again  | UK56 (3 Wo.)UK | — | R&B76 (3 Wo.)R&B | — | Erstveröffentlichung: September 1981 Autoren: Brian Potter, Rick Cordera                                                                                  |                                                                                      |
| 1981 | Tonight You and Me Can’t We Fall in Love Again        | — | — | R&B22 (11 Wo.)R&B | Dance30 (13 Wo.)Dance | Erstveröffentlichung: Oktober 1981 Autoren: Bruce Hawes, P. Scott                                                                                         |                                                                                      |
| 1983 | Riding the Tiger Goddess of Love                      | — | — | R&B30 (13 Wo.)R&B | Dance20 (12 Wo.)Dance | Erstveröffentlichung: Mai 1983 Autoren: Dwayne Simmons, Jeffrey Cohen, Narada Michael Walden                                                              |                                                                                      |
| 1983 | Why Did You Turn Me On Goddess of Love                | — | — | R&B74 (4 Wo.)R&B | — | Erstveröffentlichung: September 1983 Autoren: Alee Willis, Corrado Rustici, Narada Michael Walden                                                         |                                                                                      |
| 1986 | Old Friend Living All Alone                           | — | — | R&B14 (16 Wo.)R&B | — | Erstveröffentlichung: August 1986 Autoren: Thom Bell, Linda Creed                                                                                         |                                                                                      |
| 1986 | You Know How to Love Me ’86 The Best of Phyllis Hyman | UK89 (1 Wo.)UK | — | — | — | Erstveröffentlichung: September 1986 Produzent: James Mtume                                                                                               |                                                                                      |
| 1986 | Living All Alone                                      | — | — | R&B12 (17 Wo.)R&B | — | Erstveröffentlichung: Dezember 1986 Autoren: Cynthia Biggs, Dexter Wansel, Kenny Gamble                                                                   |                                                                                      |
| 1987 | Screaming at the Moon Living All Alone                | UK83 (3 Wo.)UK | — | — | — | Erstveröffentlichung: März 1987 Autoren: Ron Hollins, Wayne Wallace                                                                                       |                                                                                      |
| 1987 | Ain’t You Had Enough Love Living All Alone            | — | — | R&B29 (12 Wo.)R&B | — | Erstveröffentlichung: April 1987 Autoren: Carl McIntosh, Jane Eugene, Steve Nichol Original: Julie Roberts, 1985                                          |                                                                                      |
| 1990 | Sacred Kind of Love Time Out of Mind                  | — | — | R&B21 (13 Wo.)R&B | — | Erstveröffentlichung: Februar 1990 Grover Washington, Jr. feat. Phyllis Hyman Autoren: Sami McKinney, Cole Porter, Karin Rybar                            |                                                                                      |
| 1990 | Obsession Love Goddess                                | — | — | R&B79 (7 Wo.)R&B | — | Erstveröffentlichung: Mai 1990 Lonnie Liston Smith feat. Phyllis Hyman Autoren: Phyllis Hyman, Terry Burrus                                               |                                                                                      |
| 1991 | Don’t Wanna Change the World Prime of My Life         | — | — | R&B1 (19 Wo.)R&B | — | Erstveröffentlichung: Juni 1991 Autoren: Jonathan Rosen, Karen Manno, Dave Darlington                                                                     |                                                                                      |
| 1991 | Living in Confusion Prime of My Life                  | — | — | R&B9 (18 Wo.)R&B | — | Erstveröffentlichung: September 1991 Autoren: Terry Burrus, Kenny Gamble, Phyllis Hyman                                                                   |                                                                                      |
| 1992 | When You Get Right Down to It Prime of My Life        | — | — | R&B10 (15 Wo.)R&B | — | Erstveröffentlichung: Januar 1992 Autoren: Nick Martinelli, Reginald Hines                                                                                |                                                                                      |
| 1992 | I Found Love Prime of My Life                         | — | — | R&B70 (8 Wo.)R&B | — | Erstveröffentlichung: Mai 1992 Autoren: Jonathan Rosen, Karen Manno                                                                                       |                                                                                      |
| 1993 | Remember Who You Are                                  | — | — | R&B86 (3 Wo.)R&B | — | Erstveröffentlichung: März 1993 Norman Connors feat. Phyllis Hyman Autoren: Lynn DeFino, Roxanna Ward                                                     |                                                                                      |
| 1995 | I Refuse to Be Lonely                                 | — | — | R&B59 (19 Wo.)R&B | — | Erstveröffentlichung: November 1995 Autoren: Alan Rich, Judd Friedman, Nick Martinelli, Phyllis Hyman                                                     |                                                                                      |
| 1996 | I’m Truly Yours I Refuse to Be Lonely                 | — | — | R&B94 (3 Wo.)R&B | — | Erstveröffentlichung: Mai 1996 Autoren: Kenny Gamble, James Sigler                                                                                        |                                                                                      |
| 1998 | Funny How Love Goes Forever with You                  | — | — | R&B75 (7 Wo.)R&B | — | Erstveröffentlichung: August 1998 mit Damon Williams Autoren: Walter Sigler, Kenny Gamble                                                                 |                                                                                      |
| 1998 | Tell Me What You’re Gonna Do Forever with You         | — | — | R&B78 (2 Wo.)R&B | — | Erstveröffentlichung: Dezember 1998 Autoren: Barry J. Eastmond, Herb Middleton, Phyllis Hyman                                                             |                                                                                      |

Weitere Singles
- 1975: Leavin’ the Good Life Behind
- 1979: Living Inside Your Love
- 1987: You Just Don’t Know
- 1988: Black and Blue (mit Barry Manilow)
- 1998: Groove with You
- 2003: Can’t Live Without You (Originalaufnahme von 1974)